# کرنلیا (جورجیا)
کرنلیا، جورجیا (به انگلیسی: Cornelia, Georgia) یک شهر در ایالات متحده آمریکا با جمعیت ۳٬۸۳۴ نفر است که در جورجیا واقع شده‌است.

## موقعیت جغرافیایی
موقعیت جغرافیایی شهرها و مناطق اطراف به شرح زیر است: